# Virslīga 1936
L'edizione 1936 del Virslīga fu la 16ª del massimo campionato lettone di calcio; fu vinta dall'Olimpija Liepāja, giunto al suo quinto titolo.

## Formula
Il campionato era disputato da otto squadre che si incontrarono in turni di andata e ritorno, per un totale di 14 incontri per squadra; erano previsti due punti per la vittoria, uno per il pareggio e zero per la sconfitta.

## Classifica finale
|                     | Pos. | Squadra          | Pt | G  | V  | N | P  | GF | GS | DR  |
| ------------------- | ---- | ---------------- | -- | -- | -- | - | -- | -- | -- | --- |
| Lettonia (bandiera) | 1.   | Olimpija Liepāja | 26 | 14 | 12 | 2 | 0  | 37 | 10 | +27 |
|                     | 2.   | ASK Rīga         | 23 | 14 | 10 | 3 | 1  | 35 | 12 | +23 |
|                     | 3.   | RFK Riga         | 19 | 14 | 9  | 1 | 4  | 30 | 20 | +10 |
|                     | 4.   | V. Kuze Riga     | 12 | 14 | 4  | 4 | 6  | 19 | 24 | -5  |
|                     | 5.   | Hakoah Riga      | 11 | 14 | 4  | 3 | 7  | 21 | 24 | -3  |
|                     | 6.   | US Riga          | 9  | 14 | 3  | 3 | 8  | 21 | 33 | -12 |
|                     | 7.   | Rīga Vanderer    | 8  | 14 | 3  | 2 | 9  | 26 | 25 | +1  |
|                     | 8.   | JKS Riga         | 4  | 14 | 2  | 0 | 12 | 13 | 54 | -41 |